# Maison des Canuts
Pour les articles homonymes, voir Canut (homonymie).
La maison des Canuts est un musée situé à Lyon, en France. Emblématique du quartier de la Croix-Rousse, il présente des collections relatives aux canuts, les ouvriers en soie de ce quartier de Lyon,  en particulier des métiers à tisser fonctionnels, ainsi que des éléments liées à l'histoire de la soie et de son industrie.

## Histoire
Les artisans tisseurs Lyonnais fondent en 1960 une coopérative nommée Cooptiss. En 1970, Cooptiss crée la Maison des Canuts, lieu de promotion de la soie à Lyon. Elle répond alors au début de l’intérêt du grand public pour le patrimoine scientifique et industriel. Ce phénomène est renforcé par la médiatisation du « retissage » à l’identique des tissus de la chambre du Roi à Versailles, réalisés par les deux maisons lyonnaises : la manufacture Prelle et la société Tassinari et Chatel. En 1998, Cooptiss dépose le bilan, suivie en 2003 par la maison des Canuts. À la suite du dépôt de bilan en 2003 dû à une mauvaise gestion, le fonctionnement du site évolue : un partenariat public/privé reprendra alors la gestion de la maison, la collection appartenant à la ville de Lyon, les murs appartenant à la Société anonyme de construction de la Ville de Lyon (SACVL) et la gestion elle-même du lieu étant assurée par une société privée.
De 2004 à 2009, la priorité est de remettre en fonctionnement les métiers à tisser. Des travaux de réaménagement et d’agrandissement sont réalisés dans les lieux. La nouvelle Maison des Canuts est inaugurée en octobre 2009.

## Collections
La Maison des Canuts proposes des visites commentées avec démonstration de tissage sur un métier à bras Jacquard. Au cours des visites commentées, l'histoire de la soierie lyonnaise de 1536 jusqu'à aujourd'hui est abordée. Les salles d'exposition retracent les origines de la soie, de sa découverte en Chine en passant par le cycle du ver à soie, l'origine du mot « canut » désignant l'ouvrier tisserand en soie, l'organisation de ces ouvriers et leurs révoltes, la fabrication des fils d'or et d'argent ou guimperie et l'invention du métier à bras Jacquard.

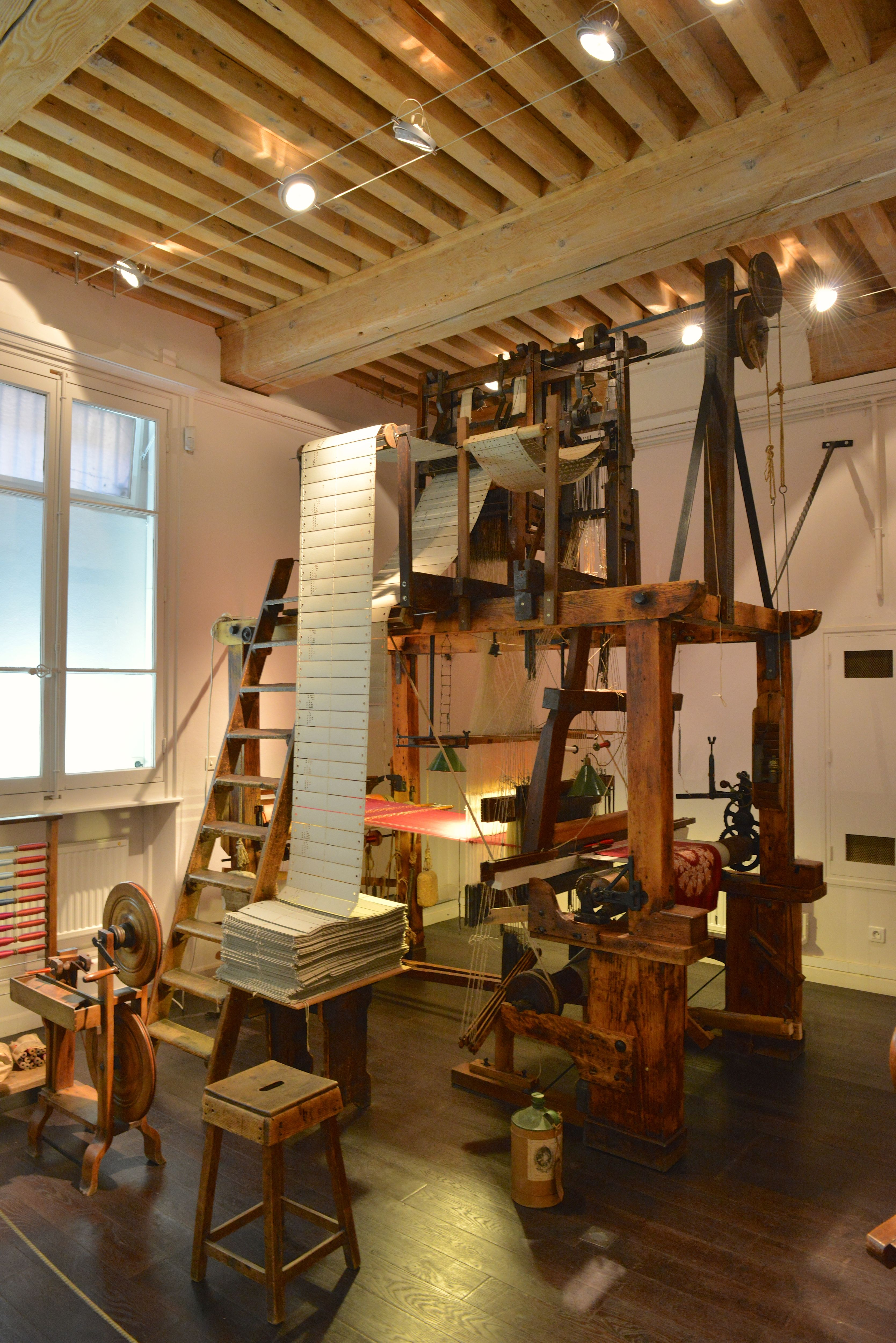
Métier à bras Jacquard.
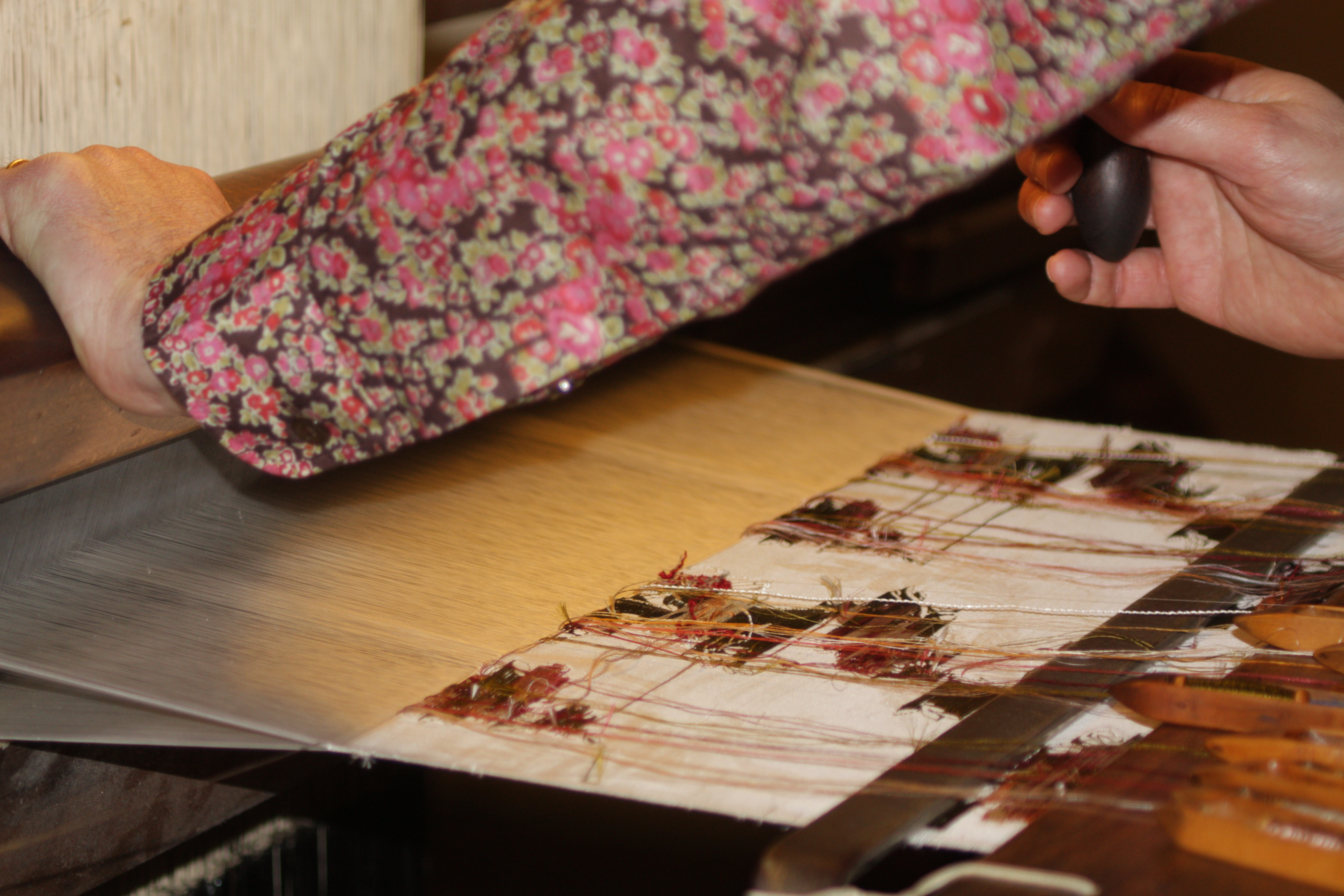
Démonstration de tissage.
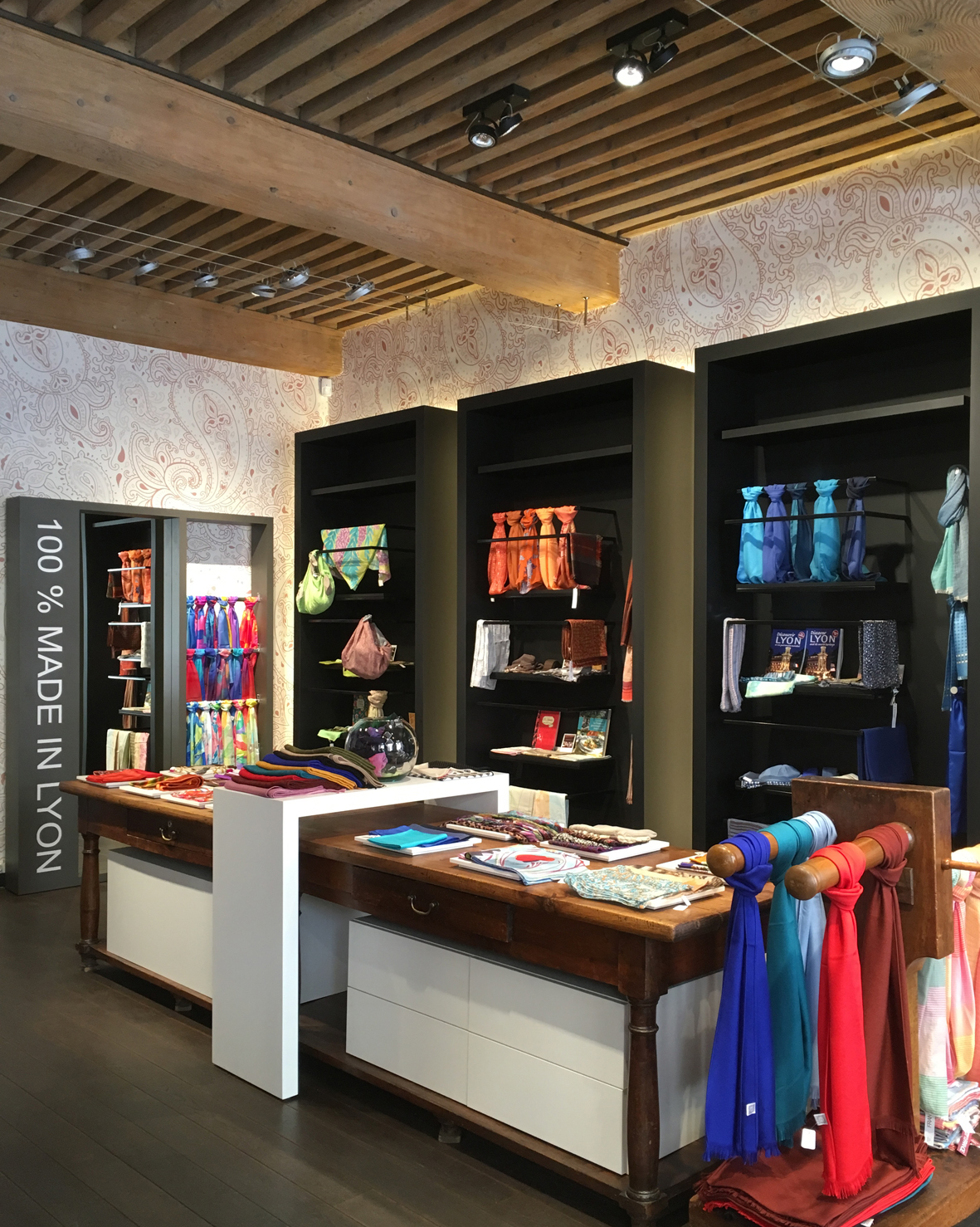
Boutique de la Maison des Canuts.

## Accès
Ce site est notamment desservi par la ligne de bus   qui compte un arrêt « Maison des Canuts » à proximité immédiate du musée.
Les lignes de bus 2, 33, 45 et C13 ainsi que le métro C s'arrêtent à proximité de la Maison des Canuts (arrêt "Croix-Rousse").